# Oberonia seidenfadeniana
Oberonia seidenfadeniana là một loài thực vật có hoa trong họ Lan. Loài này được J.Joseph & Vajr. mô tả khoa học đầu tiên năm 1971.